# Gašpar Rovňan
Gašpar Rovňan (8. ledna 1870 Hvozdica – 1. listopadu 1944 Zlaté Moravce) byl slovenský a československý politik a meziválečný senátor Národního shromáždění ČSR za Hlinkovu slovenskou ľudovou stranu.

## Biografie
Navštěvoval gymnázia v Trenčíně, v Nitře a Banské Bystrici. Působil jako advokát na různých místech Slovenska. Od roku 1928 byl poradcem při zemském soudu v Bratislavě. Zasedal v místních a okresních organizacích Hlinkovy slovenské ľudové strany.
V parlamentních volbách v roce 1929 získal senátorské křeslo v Národním shromáždění. V senátu setrval do roku 1935. Profesí byl úředníkem ve výslužbě z Bratislavy.